# Liste der Baudenkmale in Lüneburg – Johann-Sebastian-Bach-Platz
In der Liste der Baudenkmale in Lüneburg – Johann-Sebastian-Bach-Platz sind Baudenkmale am Johann-Sebastian-Bach-Platz in der niedersächsischen Stadt Lüneburg aufgelistet. Die Quelle der IDs und der Beschreibungen ist der Denkmalatlas Niedersachsen. Der Stand der Liste ist der 24. Dezember 2021.

## Allgemein
In den Spalten befinden sich folgende Informationen:
- Lage: die Adresse des Baudenkmales und die geographischen Koordinaten. Kartenansicht, um Koordinaten zu setzen. In der Kartenansicht sind Baudenkmale ohne Koordinaten mit einem roten Marker dargestellt und können in der Karte gesetzt werden. Baudenkmale ohne Bild sind mit einem blauen Marker gekennzeichnet, Baudenkmale mit Bild mit einem grünen Marker.
- Bezeichnung: Bezeichnung des Baudenkmales
- Beschreibung: die Beschreibung des Baudenkmales. Unter § 3 Abs. 2 NDSchG werden Einzeldenkmale und unter § 3 Abs. 3 NDSchG Gruppen baulicher Anlagen und deren Bestandteile ausgewiesen.
- ID: die Objekt-ID des Baudenkmales
- Bild: ein Bild des Baudenkmales, ggf. zusätzlich mit einem Link zu weiteren Fotos des Baudenkmals im Medienarchiv Wikimedia Commons. Wenn man auf das Kamerasymbol klickt, können Fotos zu Baudenkmalen aus dieser Liste hochgeladen werden:

## Baudenkmale
| Lage                                                          | Bezeichnung   | Beschreibung                                             | ID                              | Bild           |
| ------------------------------------------------------------- | ------------- | -------------------------------------------------------- | ------------------------------- | -------------- |
| Johann-Sebastian-Bach-Platz 53° 14′ 58″ N, 10° 24′ 4″ O       | St. Michaelis | Kirche (Bauwerk)                                         | 30649925                        | Weitere Bilder |
| Johann-Sebastian-Bach-Platz 2 53° 14′ 57″ N, 10° 24′ 1″ O     | Wohnhaus      |                                                          | 30657425                        |                |
| Johann-Sebastian-Bach-Platz 3 53° 14′ 57″ N, 10° 24′ 2″ O     | Wohnhaus      | Zum Haus gehört ein Anbau mit der ID 30644168            | 30678317                        |                |
| Johann-Sebastian-Bach-Platz 4 53° 14′ 57″ N, 10° 24′ 2″ O     | Wohnhaus      |                                                          | 30678338                        |                |
| Johann-Sebastian-Bach-Platz 5 53° 14′ 57″ N, 10° 24′ 3″ O     | Wohnhaus      |                                                          | 30678360                        |                |
| Johann-Sebastian-Bach-Platz 6 53° 14′ 56″ N, 10° 24′ 3″ O     | Wohnhaus      |                                                          | 30657449                        |                |
| Johann-Sebastian-Bach-Platz 7 53° 14′ 56″ N, 10° 24′ 3″ O     | Wohnhaus      |                                                          | 30678380                        |                |
| Johann-Sebastian-Bach-Platz 8 53° 14′ 56″ N, 10° 24′ 4″ O     | Wohnhaus      | Zum Haus gehört ein Fachwerkschuppen mit der ID 30648913 | 30678404                        |                |
| Johann-Sebastian-Bach-Platz 9 53° 14′ 56″ N, 10° 24′ 4″ O     | Wohnhaus      | Zum Haus gehört ein Stall mit der ID 30647894            | 30678425                        |                |
| Johann-Sebastian-Bach-Platz 10 53° 14′ 56″ N, 10° 24′ 5″ O    | Wohnhaus      |                                                          | 30678446                        |                |
| Johann-Sebastian-Bach-Platz 10 53° 14′ 55″ N, 10° 24′ 4″ O    | Hintergebäude |                                                          | 30647874                        |                |
| Johann-Sebastian-Bach-Platz 11 53° 14′ 56″ N, 10° 24′ 6″ O    | Wohnhaus      |                                                          | 30650515                        |                |
| Johann-Sebastian-Bach-Platz 12 53° 14′ 56″ N, 10° 24′ 6″ O    | Wohnhaus      |                                                          | 30650535                        |                |
| Johann-Sebastian-Bach-Platz 13/14 53° 14′ 57″ N, 10° 24′ 6″ O | Wohnhaus      |                                                          | 30650573/1/-/ 30650553 30650573 |                |
| Johann-Sebastian-Bach-Platz 15 53° 14′ 58″ N, 10° 24′ 7″ O    | Wohnhaus      |                                                          | 30676486                        |                |